# Tamarack Mine

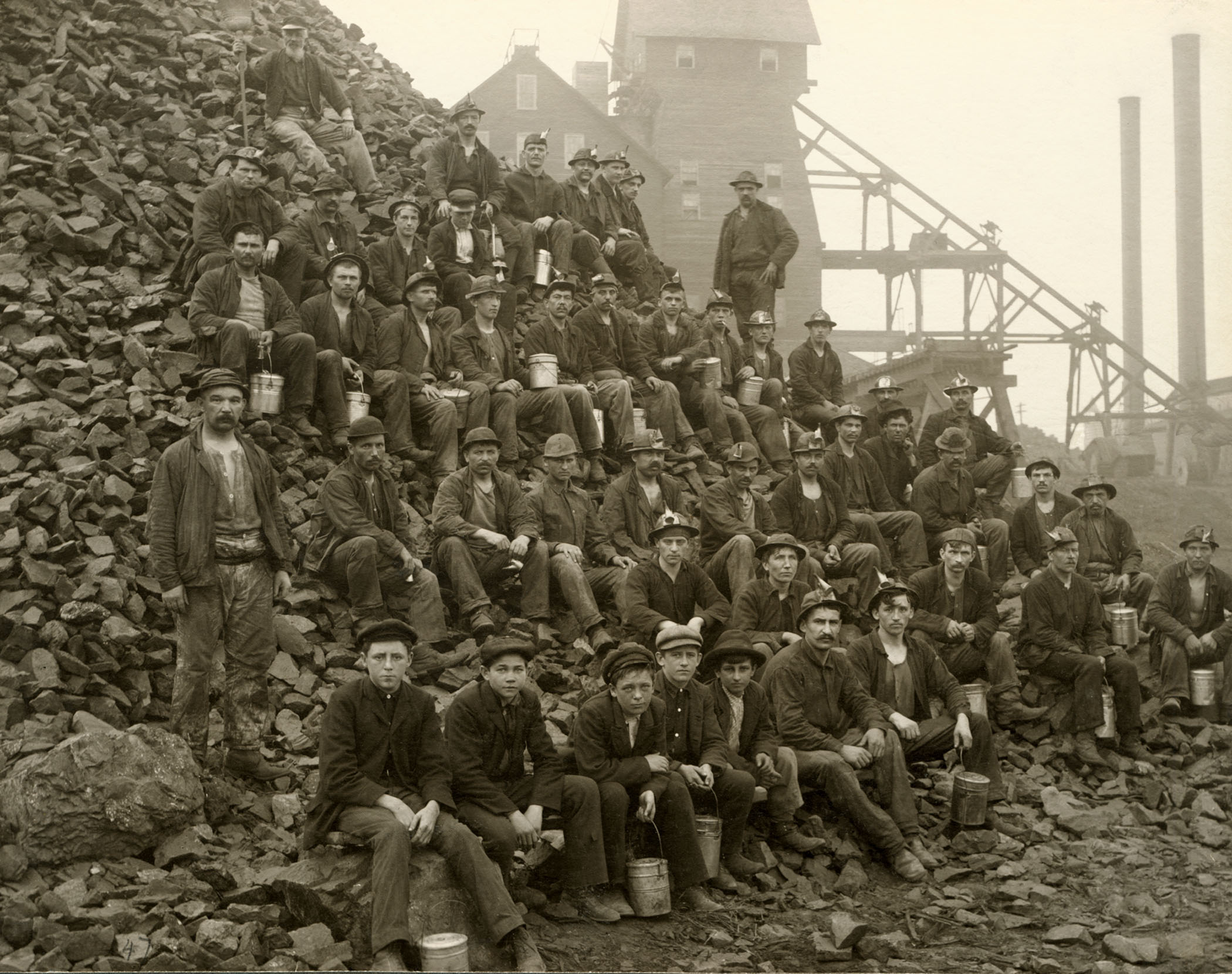
Des mineurs posent avec des seaux à lunch sur un amas de roches à l'extérieur du puits de mine no 5 de Tamarack.

Cotée à la Bourse de Boston, la Tamarack Mine fut l'une des premières mines très profondes des États-Unis à partir de 1862, au cœur du "Pays de Cuivre", dans le Michigan.

## Histoire
La Tamarack Mine a bénéficié de l'appel d'air causé par le succès de la Calumet et Hecla, qui était parvenue à extraire à elle seule la moitié du métal rouge américain à partir de 1871 et à multiplier par six sa production, avec une action qui dépassera même mille dollars, peu avant la panique de 1907.
La communauté des mineurs commence à penser que le gisement se prolonge vers l'ouest, en biais, à une profondeur d'au moins 800 mètres. Des concurrents creusent en 1882 les cinq puits de la Tamarack Mine, à une profondeur moyenne de 1 400 mètres, l'un d'eux dépassant 1 600 mètres, avec d'importants profits dès 1887.
La société a été rachetée en 1917 par sa grande voisine, la Calumet et Hecla.
En 1900, de nouvelles méthodes ont permis d'exploiter le cuivre qui se trouvait dans les crassiers rejetés du sous-sol et en 1949, et les sites de la « Tamarack Mine » avaient par ce biais produit au total 535 millions livres de cuivre. Le puits no 5 a atteint une profondeur de 5 308 pieds en 1924.